# 北侖区
北侖区（ほくりん-く）は中華人民共和国浙江省寧波市の管轄下にある市轄区。

## 行政区画
- 街道：大榭街道、新碶街道、大碶街道、小港街道、霞浦街道、柴橋街道、戚家山街道、春暁街道、梅山街道、郭巨街道、白峰街道

## 出身者
- 張石川 - 映画監督。